# Dedalus (gruppo musicale)
Dedalus è un gruppo italiano di rock progressivo la cui musica, inizialmente vicina al jazz rock, si è in seguito sviluppata secondo una linea di improvvisazione molto strutturata nella quale coesistono simultaneamente diverse forme musicali.

## Storia del gruppo
Il gruppo si forma a Pinerolo; nel 1973 ottiene un contratto con la Trident Records.
Il primo album, intitolato semplicemente Dedalus, è completamente strumentale ed è un disco di jazz rock ispirato alle sonorità di gruppi come Nucleus e Weather Report o di innovatori come Miles Davis, in cui spiccano il violoncello di Fiorenzo Bonansone e la chitarra di Marco di Castri. Inserito in modo un po' superficiale nel filone del genere progressive, ad un esame approfondito Dedalus mostra già i segni del suo sviluppo futuro. Un brano come Santiago, nel lungo solo di violoncello, apre la strada verso un'esplorazione di nuove sonorità e agglomerati musicali più vicini alle esperienze della musica colta cosiddetta d'avanguardia. L'assolo di pianoforte in CT6, irrompe come un'anticipazione di quello che sarà il secondo disco.
Dopo questo primo disco, Dedalus si diventa un trio, causa l'abbandono di Furio Di Castri che si darà alla carriera solista come contrabbassista.
Il secondo album, del 1974, si discosta molto dal precedente con suoni più sperimentali e molto uso di elettronica. Ancora oggi questo lavoro viene considerato come uno dei dischi più coraggiosi e ancora attuali del gruppo.
Dedalus nella prima parte degli anni '70 svolge una buona attività live. Nel 1977, però, anche il batterista se ne va. Rimasti in due, il gruppo Dedalus prosegue l'attività per altri due anni, collaborando con diversi musicisti, tra cui Steve Lacy. Poi inizia un periodo di ricerca individuale. Marco di Castri si dedica alla sperimentazione video e alla produzione di documentari sull'arte contemporanea mentre Bonansone prosegue la sua ricerca musicale individuale.

### Anni 90: la riunione
Nel 1990 avviene la riunione. La formazione è la stessa del secondo album, ma non vengono realizzati prodotti discografici. Negli anni a seguire avvengono diversi cambi di elementi e finalmente nel 1997 viene realizzato "Pia Visione" un disco autoprodotto.
Seguirà un nuovo CD: Inediti 1975/76 e “Materiale per tre esecutori e nastro magnetico” prodotto da Elica, Ivrea (TO) 1999
Nel 2000 il Bonansone (violoncello, pianoforte e fisarmonica) forma un nuovo gruppo chiamato "Bonansone Dedalus Group", che rimane fedele ai principi ispiratori del gruppo storico (atteggiamento sperimentale), ma si presenta tuttavia con un nuovo stile, di orientamento post-minimalista.
“Nomos Apache Alpha” prodotto da BTF, Milano 2004 è l'ultimo CD prodotto da Fiorenzo Michele Bonansone con la nuova formazione.
Nel 2015 Fiorenzo Bonanasone, Marco di Castri ed Enrico Grosso riformano il trio originale. Alla fine del 2017 viene finalmente pubblicato il cofanetto LE RICORDANZE, comprendente 4 CD con le registrazioni integrali di Dedalus dal 1973 a oggi, compresi moltissimi inediti degli anni '70 '80 e '90 e registrazioni attuali, e un libro di memorie con fotografie e testimonianze sulla storia dello storico gruppo tuttora in attività.
Nella primavera del 2018 a Dedalus si è aggiunto il contrabbassista e violista da gamba Roberto Bevilacqua.
Nella primavera del 2020, durante il lockdown, nasce il Dedalus Trio formato da Marco di Castri, Roberto Bevilacqua ed Enrico Grosso, con un progetto molto particolare di reinterpretazione di materiali musicali appartenenti a epoche e generi diversi.

## Formazione del gruppo storico
- Fiorenzo Michele Bonansone... violoncello, pianoforte, fisarmonica
- Marco di Castri... chitarra, sax
- Furio Di Castri... basso
- Enrico Grosso... batteria

## Formazione del Bonansone Dedalus Group
- Fiorenzo Michele Bonansone... violoncello, pianoforte, fisarmonica
- Elisa Marchetti... clarinetto, clarinetto basso
- Anita Cravero... flauto, altri flauti
- Sandro Zanchi... pianoforte

## Formazione del gruppo attuale
- Fiorenzo Michele Bonansone... violoncello, pianoforte, fisarmonica
- Marco di Castri... chitarra, sax
- Roberto Bevilacqua... contrabbasso
- Enrico Grosso... batteria

## Formazione DEDALUS TRIO
- Marco di Castri... chitarra, sax
- Roberto Bevilacqua... contrabbasso, viola da gamba
- Enrico Grosso... batteria

## Discografia
- 1973 - Dedalus (Trident Records)
- 1974 - Materiale per tre esecutori e nastro magnetico (Trident Records)
- 1997 - Pia visione (Dedalus studio)
- 1999 - Inediti 1975/76 e Materiale per tre esecutori e nastro magnetico (Elica)
- 2004 - Nomos Apache Alpha (BTF)
- 2017 - Le Ricordanze - The Complete Recordings 1973-2015 (AMS)